# ヒマワリと星屑/きっと 忘れない、、、
「ヒマワリと星屑/きっと 忘れない、、、」（ヒマワリとほしくず/きっとわすれない）は、東京女子流の4枚目のシングル。2010年10月6日にavex traxより発売された。

## 概要
前作「頑張って いつだって 信じてる」より約3ヶ月ぶりのリリースで、グループ初の両A面シングル。
Type-A（CD+DVD）、Type-B（CD）、Type-C（CD+DVD・mu-mo限定生産）の3種類発売。

## 収録曲
全曲 作詞：黒須チヒロ / 編曲：松井寛
1. ヒマワリと星屑 (4:26)
（作曲：Quadraphonic）
フジテレビ『ミューサタ』2010年9月〜10月エンディングテーマ[3]。
タイトル決定前よりライブで披露されていた楽曲で、ヒマワリの花の飾りを両手につけてマイクスタンドを使用したパフォーマンスを披露していた[4]。
ミュージック・ビデオの監督は、多田卓也が務めた[5]。
2. きっと 忘れない、、、 (5:22)
（作曲：松井寛）
映画『君が踊る、夏』イメージソング[3]。
タイアップ先の映画に合わせてダンスに鳴子を使用されていたが、2010年11月頃から鳴子を持たないバージョンの振り付けを行っている。
3. ヒマワリと星屑 -Royal Mirrorball Mix- (5:32)
（リミックス：松井寛）
Type-Bにのみ収録。
4. ヒマワリと星屑 -Instrumental- (4:26)
5. きっと 忘れない、、、 -Instrumental- (5:24)
6. TGS06 -NEW SONG 先行音源- (0:27)
サビ部分のみ公開。発表当時曲名が未定だったが、後に曲名が「ゆうやけハナビ」に決定し、アルバム『鼓動の秘密』に収録されている。

### Type-A
DVD
1. ヒマワリと星屑（Video Clip）
2. Making Movie（初回限定特典）

特典（初回限定盤）
- ジャケットサイズカード（全6種からランダムで1種）
- 購入者限定クリスマスイベント応募抽選券

### Type-B
特典（初回限定盤）
- 8Pブックレット封入
- 購入者限定クリスマスイベント応募抽選券

### Type-C（mu-mo限定生産）
DVD
1. お出かけSpecialムービー

特典（初回限定）
- ジャケットサイズカード（全6種からランダムで1種）